# Pukë (district)
Pukë (Albanees: Rrethi i Pukës) is een van de 36 districten van Albanië. Het heeft 34.000 inwoners (in 2004) en een oppervlakte van 1034 km². Het district ligt in het noorden van het land in de prefectuur Shkodër. De hoofdstad is de stad Pukë.

## Gemeenten
Pukë omvat tien gemeenten, waarvan twee steden.
- Blerim
- Fierzë
- Fushë-Arrëz (stad)
- Gjegjan
- Iballë
- Pukë (stad)
- Qafë Mal
- Qelëz
- Qerret
- Rrapë

## Bevolking
In de periode 1995-2001 had het district een vruchtbaarheidscijfer van 3,21 kinderen per vrouw, hetgeen hoger was dan het nationale gemiddelde van 2,47 kinderen per vrouw.
Berat · Bulqizë · Delvinë · Devoll · Dibër · Durrës · Ëlbasan · Fier · Gjirokastër · Gramsh · Has · Kavajë · Kolonjë · Korçë · Krujë · Kuçovë · Kukës · Kurbin · Lezhë · Librazhd · Lushnjë · Malësi e Madhe · Mallakastër · Mat · Mirditë · Peqin · Përmet · Pogradec · Pukë · Sarandë · Skrapar · Shkodër · Tepelenë · Tirana · Tropojë · Vlorë